# Yelling to the Sky
Pour plus de détails, voir Fiche technique et Distribution.
Yelling to the Sky est un film américain réalisé par Victoria Mahoney, sorti en 2011.

## Synopsis
Sweetness O'Hara essaie de survivre dans son quartier.

## Fiche technique
- Titre : Yelling to the Sky
- Réalisation : Victoria Mahoney
- Scénario : Victoria Mahoney
- Musique : David Wittman
- Photographie : Reed Morano
- Montage : William Henry
- Production : Ged Dickersin, Diane Houslin, Victoria Mahoney et Billy Mulligan
- Société de production : YTTS
- Société de distribution : MPI Media Group (États-Unis)
- Pays :  États-Unis
- Genre : Drame
- Durée : 94 minutes
- Dates de sortie : 
  -  Allemagne : 12 février 2011 (Berlinale)
  -  États-Unis : 14 décembre 2012

## Distribution
- Zoë Kravitz : Sweetness O'Hara
- Tim Blake Nelson : Coleman
- Jason Clarke : Gordon O'Hara
- Sonequa Martin-Green : Jojo Parker
- Gabourey Sidibe : Latonya Williams
- Maurice Compte : Junior Oriol
- Zabryna Guevara : Aracely Oriol
- Antonique Smith : Ola Katherine O'Hara
- Marc John Jefferies : Lil' Man
- E. J. Bonilla : Rob Rodriguez
- Yolonda Ross : Lorene O'Hara
- Billy Kay : Dobbs
- Shareeka Epps (en) : Fatima Harris
- Tariq Trotter : Roland
- Peter Anthony Tambakis : Drew
- Adam Tomei : Cal
- Gleendilys Inoa : Betty Oriol
- Deema Aitken : Sean
- Haas Manning : Bohanen
- Gio Perez : Shorty

## Distinctions
Le film est présenté en sélection officielle en compétition à la Berlinale 2011.